# 舒爾坦河
舒爾坦河（俄语：Шуртан），是俄羅斯的河流，位於該國西部，屬於伊爾吉納河的左支流，流經彼爾姆邊疆區和斯維爾德洛夫斯克州，河道全長45公里，流域面積338平方公里。